# パンクリティオ・スタディオ
パンクリティオ・スタディオ（ギリシア語: Παγκρήτιο Στάδιο、ラテン文字転記：Pagkritio Stadio）は、ギリシャクレタ島・イラクリオンにあるスポーツ施設である。2003年12月31日に竣工。2004年3月31日に開場、こけら落としとしてサッカーギリシャ代表対サッカースイス代表戦が行われた。収容人数は27,000人である。

## 使用チーム
現在、男子サッカースーパーリーグのエルゴテリスFCの本拠地として使用されている。

## 主なイベント
- アテネオリンピック・サッカー競技[2]
- ギリシャ・カップ 2005-2006決勝、オリンピアコス対AEKアテネ戦 (2006年5月10日)

### アテネオリンピック (サッカー・男子競技)
| 日付    | 時刻  |                        | 結果  |                | 試合      | 入場者数 |
| ------- | ----- | ---------------------- | ----- | -------------- | --------- | -------- |
| 8月11日 | 20:30 | チュニジア             | 1 – 1 | オーストラリア | グループC | 15,757人 |
| 8月12日 | 20:30 | コスタリカ             | 0 – 0 | モロッコ       | グループD | 03,212人 |
| 8月14日 | 20:30 | セルビア・モンテネグロ | 1 – 5 | オーストラリア | グループC | 08,857人 |
| 8月15日 | 20:30 | モロッコ               | 1 – 2 | ポルトガル     | グループD | 07,581人 |
| 8月18日 | 20:30 | コスタリカ             | 4 – 2 | ポルトガル     | グループD | 11,218人 |
| 8月21日 | 18:00 | イラク                 | 1 – 0 | オーストラリア | 準々決勝  | 10,023人 |

### アテネオリンピック (サッカー・女子競技)
| 日付    | 時刻  |                | 結果  |                | 試合      | 入場者数 |
| ------- | ----- | -------------- | ----- | -------------- | --------- | -------- |
| 8月11日 | 18:00 | ギリシャ       | 0 – 3 | アメリカ合衆国 | グループG | 15,757人 |
| 8月14日 | 20:30 | ギリシャ       | 0 – 1 | オーストラリア | グループG | 08,857人 |
| 8月20日 | 21:00 | メキシコ       | 0 – 5 | ブラジル       | 準々決勝  | 03,012人 |
| 8月23日 | 18:00 | アメリカ合衆国 | 2 – 1 | ドイツ         | 準決勝    | 05,165人 |

### サッカーギリシャ代表の試合
| 日付           | 結果  | 相手       | 試合                                    | 入場者数 |
| -------------- | ----- | ---------- | --------------------------------------- | -------- |
| 2004年03月31日 | 1 – 0 | スイス     | 親善試合                                | 21,000人 |
| 2007年06月02日 | 2 – 0 | ハンガリー | UEFA EURO 2008予選                      | 19,000人 |
| 2007年06月06日 | 2 – 1 | モルドバ   | UEFA EURO 2008予選                      | 22,000人 |
| 2009年04月01日 | 2 – 1 | イスラエル | 2010 FIFAワールドカップ・ヨーロッパ予選 | 22,794人 |
| 2012年02月29日 | 1 – 1 | ベルギー   | 親善試合                                | 15,000人 |